# I Want Candy
I Want Candy è una canzone scritta e registrata dal gruppo The Strangeloves nel 1965, che arrivò alla posizione numero 11 nella classifica di Billboard.

## Cover
La canzone è stata ripresa in seguito da diversi artisti. La prima versione è stata quella ripubblicata dai Bow Wow Wow, mentre la più recente è quella di Melanie C. Altri artisti hanno realizzato cover di questa canzone, tra cui Aaron Carter, Veruca Salt e i Good Charlotte.
La canzone è stata cantata nel film Hop da Russell Brand, James Marsden, Chelsea Handler, Hugh Laurie, Kaley Cuoco, David Hasselhoff e Cody Simpson.
Questa canzone è stata usata come intro per l'ultimo atto degli show del California Dreams Tour di Katy Perry.

### La versione di Melanie C
I Want Candy è il primo singolo estratto dal quarto album di Melanie C, This Time, in alcuni paesi.
Il brano, colonna sonora di un omonimo film che ha tuttavia ricevuto pochi consensi, è una cover della famosa hit degli anni ottanta. Il singolo è stato pubblicato solamente in tre paesi, Regno Unito, Danimarca e Italia, mentre nel resto del mondo la canzone apripista di This Time è stata la ballata The Moment You Believe.
Il brano viene pubblicato nella prima settimana di aprile 2007 e le due versioni del singolo, sia l'originale inglese che quella italiana, si presentano come maxi singolo: la traccia principale, tre remix, la b-side Already Gone e il video della canzone stesso, e ne è stata pubblicata anche la versione in vinile.
Viene brano è programmato dalle radio riscuotendo un buon successo anche in Italia dove raggiunge il nono posto nella classifica dei singoli.
Il video del brano vede come protagonista la cantante, Melanie C, che si esibisce in una coreografia sia da sola che con un gruppo di ballerini. Le tinte principali del video sono il rosa, il nero e il rosso e lo stile del video è ripreso anche dalla copertina del singolo.

#### Tracce e formati
- UK Maxi CD single

1. "I Want Candy"
2. "I Want Candy" (Club Junkies Mix)
3. "I Want Candy" (So-Lo's Electric Vocal Mix)
4. "I Want Candy" (So-Lo's Filtered Disco Dub)
5. "I Want Candy" Video

- UK 7" vinyl single

1. "I Want Candy"
2. "Already Gone"

#### Classifiche
| Paese       | Posizione massima |
| ----------- | ----------------- |
| Italia      | 9                 |
| Danimarca   | 9                 |
| Regno Unito | 24                |